# El Portillo, Villaflores
El Portillo är en ort i Mexiko.   Den ligger i kommunen Villaflores och delstaten Chiapas, i den sydöstra delen av landet, 700 km sydost om huvudstaden Mexico City. El Portillo ligger 1 030 meter över havet och antalet invånare är 504.
Terrängen runt El Portillo är huvudsakligen kuperad, men åt nordost är den platt. Runt El Portillo är det ganska glesbefolkat, med 47 invånare per kvadratkilometer. Närmaste större samhälle är Joaquín Miguel Gutiérrez, 14,9 km sydväst om El Portillo. I omgivningarna runt El Portillo växer huvudsakligen savannskog.